# Metacnephia villosa
Metacnephia villosa är en tvåvingeart som först beskrevs av Defoliart och Peterson 1960.  Metacnephia villosa ingår i släktet Metacnephia och familjen knott. Inga underarter finns listade i Catalogue of Life.